# نيت هاوثورن
نيت هاوثورن (بالإنجليزية: Nate Hawthorne)‏ مواليد 19 يناير 1951 في ماونت فيرنون، إلينوي - الوفاة 23 نوفمبر 2005، كان لاعب كرة سلة أمريكي. بدأ مسيرته الاحترافية في سنة 1973. تم اختياره من قبل فريق لوس أنجلوس ليكرز خلال الدرافت. بلغ طوله 6 قدم 4 بوصة (1.9 م). اعتزل اللعب في 1976.

## روابط خارجية
- نيت هاوثورن على موقع إن بي أي (الإنجليزية)
- نيت هاوثورن على موقع سبورتس رفرنس (الإنجليزية)
- نيت هاوثورن على موقع كلية كرة السلة في سبورتس رفرنس.كوم (الإنجليزية)
- نيت هاوثورن على موقع ريلجم (الإنجليزية)